# Otto Heller (Schriftsteller)
Otto Heller (* 14. Dezember 1897 in Brünn; † 24. März 1945 im KZ Ebensee) alias Raymond Brunet und Rudolf Kern war ein tschechoslowakisch-österreichischer Schriftsteller, Journalist und Widerstandskämpfer gegen den Nationalsozialismus.

## Leben
Heller, der in einer jüdischen Familie in Mähren aufwuchs, war im Ersten Weltkrieg Frontoffizier und von 1919 bis 1920 Sekretär des österreichischen Reichsbildungsamtes im Volkswehrbataillon. 1921 war er Gründungsmitglied der Kommunistischen Partei der Tschechoslowakei (KPČ) in Reichenberg und von 1921 bis 1923 Redakteur beim Reichenberger Vorwärts. 1926 wurde er aus der ČSR ausgewiesen und zog nach Berlin. Dort schrieb er für die Zeitungen Welt am Abend, Berlin am Morgen sowie Die Rote Fahne und unterrichtete an der „Marxistischen Arbeiterschule“ (MASCH). In seinem Werk Der Untergang des Judentums  erklärte er 1931 die Auflösung des Judentums im Sozialismus. Das Werk wird von einigen Historikern als antisemitisch bewertet. Andere Bücher beschreiben den sozialistischen Aufbau in der Sowjetunion.
Exil
1933 emigrierte Heller via ČSR in die Schweiz und schrieb für die Internationale Pressekorrespondenz (Inprekorr). Zwischen 1934 und 1936 war er außenpolitischer Redakteur der Deutschen Zentral-Zeitung in Moskau, dem Organ der deutschen Sektion der Kommunistischen Internationale.
1936 zog er nach Paris. Er hielt Kontakt zur 1938 exilierten KPÖ-Leitung, traf in der Emigrantenszene mit Margarete Schütte-Lihotzky und Elisabeth Freundlich zusammen und arbeitete im Spanienapparat der Komintern. 1939 entstand die unveröffentlichte Schrift Der Jude wird verbrannt. Nach der Besetzung Frankreichs hielt er sich in Vichy-Frankreich auf, wurde im April 1941 verhaftet und in Montauban mit anderen österreichischen Widerstandskämpfern und -kämpferinnen wegen Hochverrats angeklagt. Die Stadt war aufgrund der Aktivitäten der AVÖS (Auslandsvertretung österreichischer Sozialisten) und durch Mithilfe Léon Blums ein österreichisches Exilzentrum. Trotz Freispruchs wurde er in den Lagern Le Vernet und Les Milles interniert. Heller konnte flüchten und wurde von der Résistance als Dolmetscher bei der deutschen Wehrmacht eingeschleust.
Konzentrationslager
Heller wurde am 23. Dezember 1943 von der Gestapo verhaftet und danach ins KZ Auschwitz deportiert. Zusammen mit dem ungarischen Kommunisten Árpád Haász verfasste er in der „Redaktionskommission“ einer kommunistischen Widerstandsgruppe um Bruno Baum Artikel, die ab Juni 1944 über Kurzwelle aus dem Lager und aus Krakau zweimal wöchentlich nach London gesendet wurden. Die Nachrichten prägten wesentlich das Auschwitzbild der Alliierten.
Am 18. Januar 1945 wurde Heller im Rahmen der Evakuierung des KZ Auschwitz ins KZ Mauthausen überstellt und erhielt dort die Häftlingsnummer 119.829. Heller starb an Entkräftung im KZ-Außenlager Ebensee.

### Ehrung

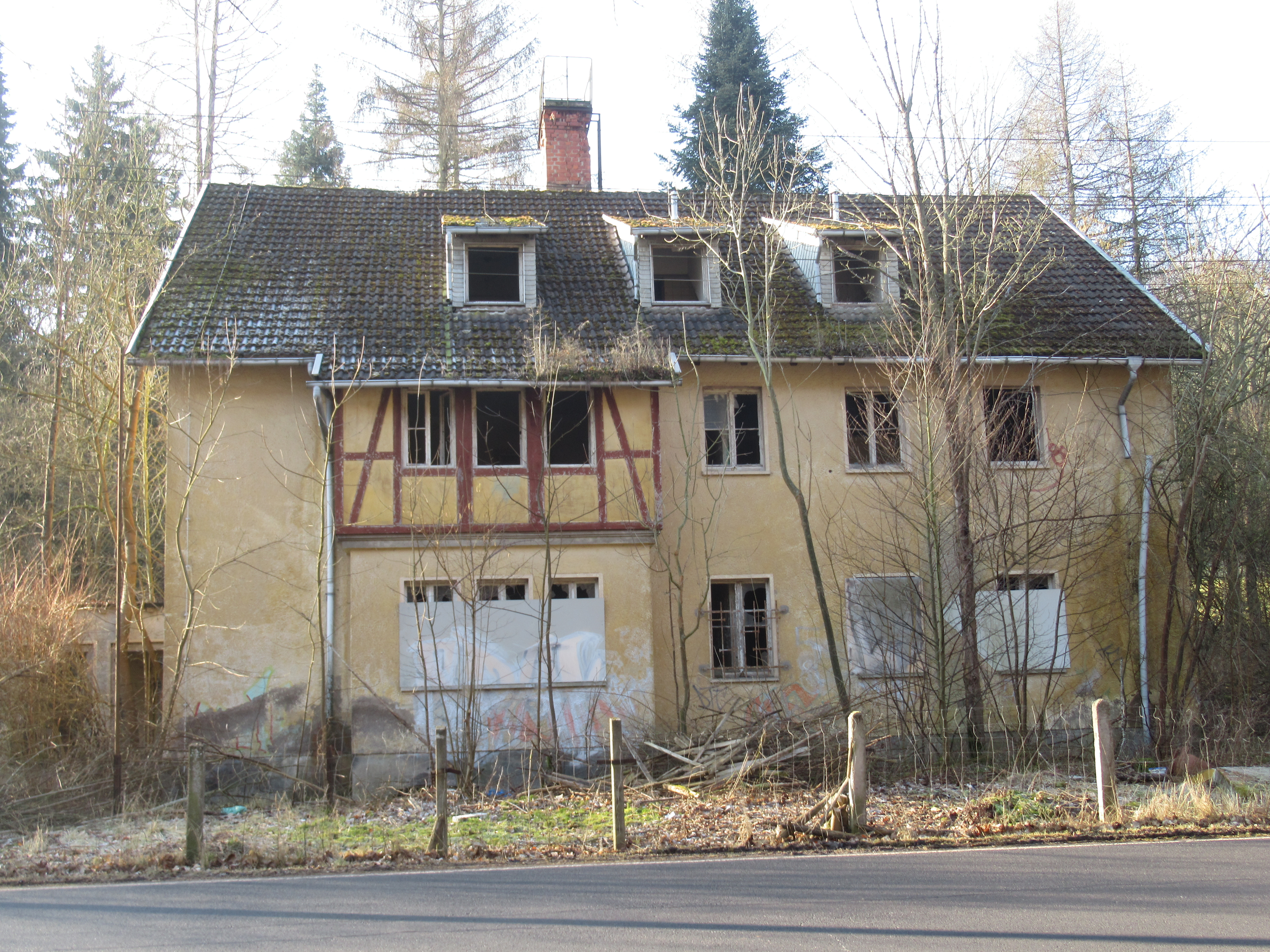
Ruine des nach Heller benannten FDGB-Ferienheims in Ernstroda

In Ernstroda wurde (jedenfalls vor 1965 und beim ehemaligen Gasthaus Schweizerhof) ein FDGB-Erholungsheim nach Heller benannt.

## Schriften (Auswahl)
- Sibirien: Ein anderes Amerika. Neuer Deutscher Verlag, Berlin 1930.
- Der Untergang des Judentums: Die Judenfrage, ihre Kritik, ihre Lösung durch den Sozialismus. Verlag für Literatur und Politik, Wien, Berlin 1931. Digitalisat (2., durchges. und erw. Aufl. 1933)
  - Rezension dazu von Eva Reichmann-Jungmann: „Der Untergang des Judentums“, in Zs. „Der Morgen“, Bd. 8, Nr. 1, Berlin April 1932, S. 64–72 online[7]
- Wladi Wostok: Der Kampf im Fernen Osten. Neuer Deutscher Verlag, Berlin 1932.
- Das Geheimnis der Mandschurei. Hoym, Hamburg, Berlin 1932.